# Cudowny młyn
Cudowny młyn (ros. Чудо мельница, Czudo mielnica) – radziecki krótkometrażowy film animowany z 1950 roku w reżyserii Olgi Chodatajewy powstały na motywach rosyjskiej bajki ludowej pt. Żernowki.

## Fabuła
Pewien gospodarz posiadał czarodziejski młynek. Tylko on znał zaklęcie, dzięki któremu przedmiot wyczarowywał wszystko to, czego tylko zapragnął. Gospodarz był skromnym człowiekiem i jego prośby  nigdy nie były zbyt wygórowane. Wieść o magicznym młynku dotarła do uszu chciwego cara. Zapragnął on odkupić cudowne urządzenie, ale gospodarz odmówił. Car postanowił więc zdobyć młynek podstępem.

## Obsada (głosy)
- Nikołaj Aleksandrowicz
- Boris Czirkow
- Gieorgij Millar

## Animatorzy
Roman Dawydow, Igor Podgorski, Faina Jepifanowa, Nikołaj Fiodorow, Łamis Briedis

## Wersja polska
Seria: Bajki rosyjskie (odc. 21)
W wersji polskiej udział wzięli:
- Jacek Bończyk jako Kogucik
- Dariusz Odija jako dziadek
- Ryszard Olesiński jako Niedźwiadek
- Agata Gawrońska jako Kotek
- Beata Jankowska
- Małgorzata Sadowska

Realizacja:
- Reżyseria: Stanisław Pieniak
- Teksty piosenek i wierszy: Andrzej Brzeski
- Opracowanie muzyczne: Janusz Tylman, Eugeniusz Majchrzak
- Dźwięk: Robert Mościcki, Jan Jakub Milęcki, Jerzy Rogowiec
- Montaż: Elżbieta Joël
- Kierownictwo produkcji: Krystyna Dynarowska
- Opracowanie: Telewizyjne Studia Dźwięku – Warszawa
- Lektor: Jacek Bończyk